# Cranichis amplectens
Cranichis amplectens är en orkidéart som beskrevs av Donald Dungan Dod. Cranichis amplectens ingår i släktet Cranichis, och familjen orkidéer. Inga underarter finns listade i Catalogue of Life.